# ديفيد ديفين
ديفيد ديفين هو مخرج كندي، ولد في 27 مارس 1952 في تورونتو في كندا.

## وصلات خارجية
- ديفيد ديفين على موقع IMDb (الإنجليزية)
- ديفيد ديفين على موقع ألو سيني (الفرنسية)
- ديفيد ديفين على موقع أول موفي (الإنجليزية)
- ديفيد ديفين على موقع أول موفي (الإنجليزية)
- ديفيد ديفين على موقع قاعدة بيانات الفيلم (الإنجليزية)
- ديفيد ديفين على موقع كينوبويسك (الروسية)